# Libnotes (Goniodineura) delicatior
Libnotes (Goniodineura) delicatior is een tweevleugelige uit de familie steltmuggen (Limoniidae). De soort komt voor in het Australaziatisch gebied.